# Cathédrale Saint-Marc du Caire
Cette  cathédrale ne doit pas être confondue avec une autre cathédrale du Caire.
 D’autres cathédrales portent le nom de cathédrale Saint-Marc.
La cathédrale Saint-Marc est située à Abbassia ou Abbaseiah près du Caire, en Égypte. Elle est le siège primatial de l'Église copte orthodoxe. Elle a été construite sous le primatiat du pape copte Cyrille VI d'Alexandrie qui l'a inaugurée en 1968.

## Historique

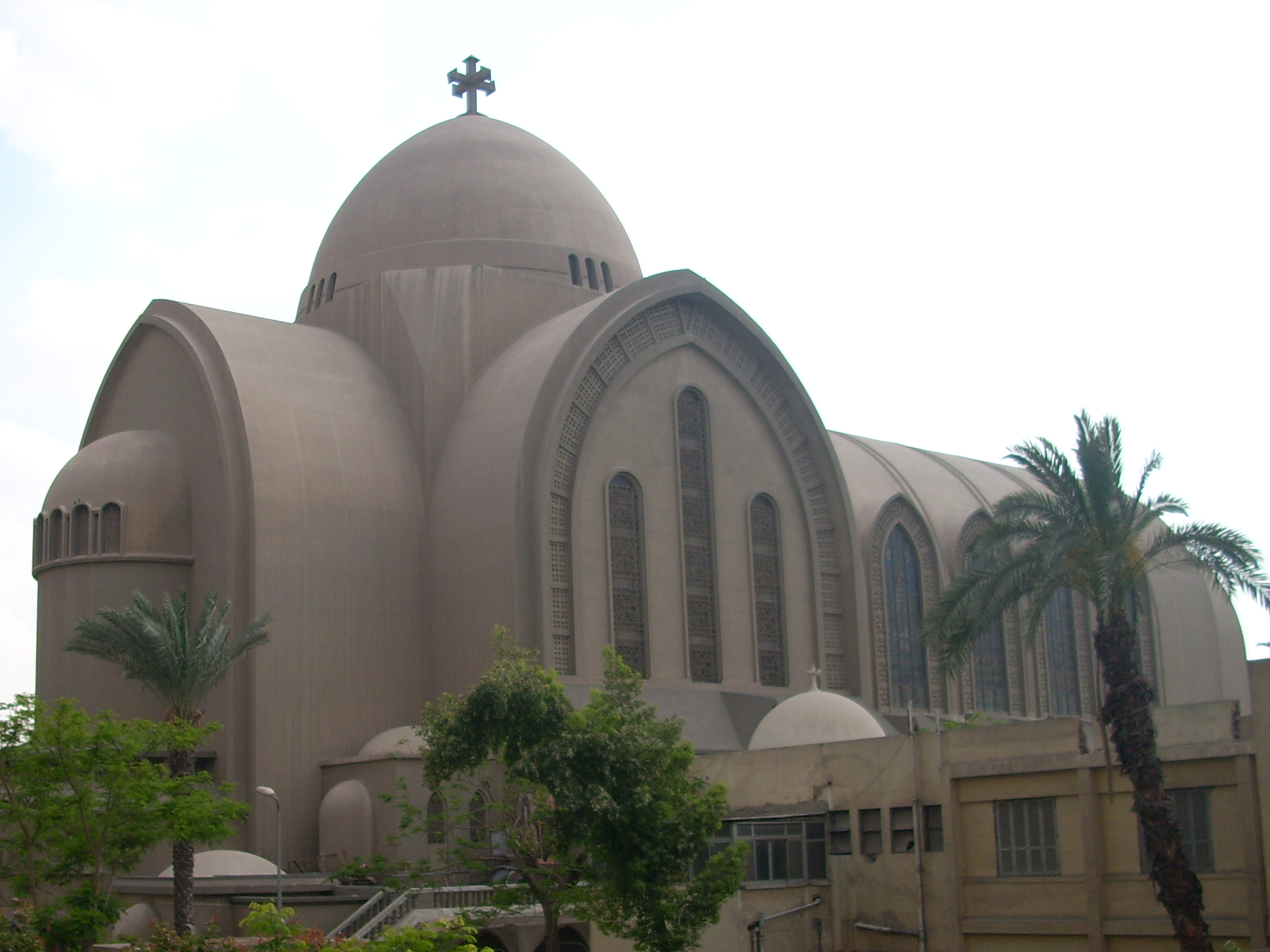
Façade extérieure de la cathédrale Saint-Marc.

Pour construire le palais du calife Al-Muizz li-Dîn Allah à proximité du Caire la nouvelle capitale, les Coptes sont expropriés d'un terrain qu'ils possèdent. En compensation, le général Jawhar al-Siqilli donne en 969 à l'Église copte le terrain où s'élève maintenant la nouvelle cathédrale.
Les Coptes utilisent ce site comme cimetière pendant plusieurs siècles. Ils y érigent notamment l'ancienne église Anba Rouis. Au XIIe siècle, douze églises s'y élèvent. Sous le règne de Qalawun, les églises sont détruites par les persécuteurs des Coptes, le 18 février 1280. Deux églises sont ensuite construites sur le même site, sous le règne du fils de Qalawun.
Le gouvernement du Caire voulant en 1943 exproprier l'Église copte, il se heurte à l'opposition du Conseil général de la Congrégation de l'Église copte et de sa secrétaire, Iris Habib Elmasry. L'Église copte conserve le contrôle du site, à condition d'y élever un bâtiment à usage non commercial dans les cinquante années suivantes. La construction de la nouvelle cathédrale découle de cette condition.

## Architecture
Le site de la cathédrale Saint-Marc présente l'évolution architecturale de sept églises successives d'intérêt majeur comme l'église Anba-Rouis (ou Anba-Ruweis) située tout en bas, unique vestige de l'ancien monastère. Elle montre le rapide développement de l'art architectural copte.
La cathédrale a une structure conçue par l'ingénieur Michel Bakhoum (en). Elle peut accueillir 5 000 fidèles. Cette cathédrale copte est de loin la plus grande cathédrale d'Afrique – la basilique Notre-Dame-de-la-Paix de Yamoussoukro n'étant pas une cathédrale – et du Moyen-Orient.

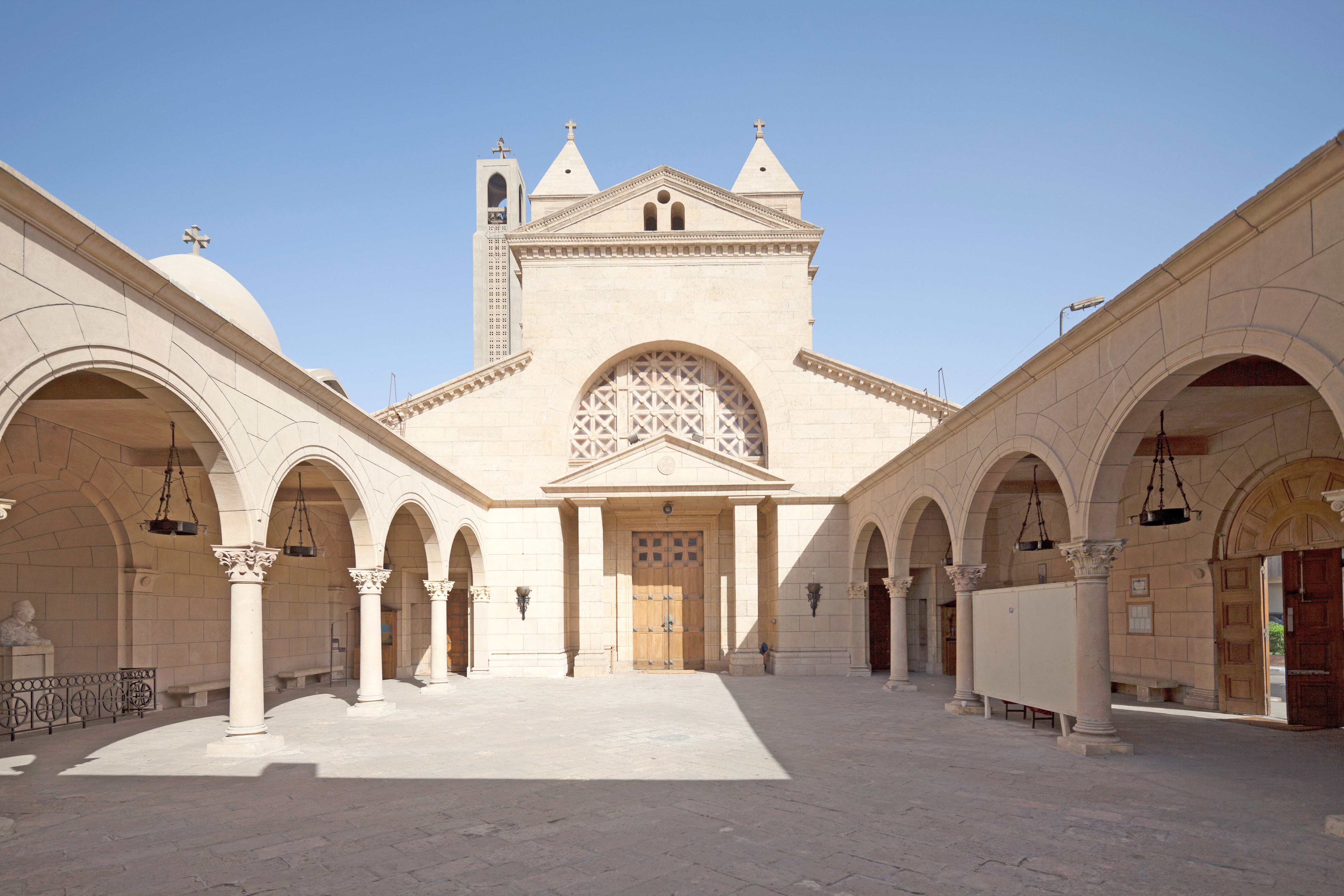
L'entrée.
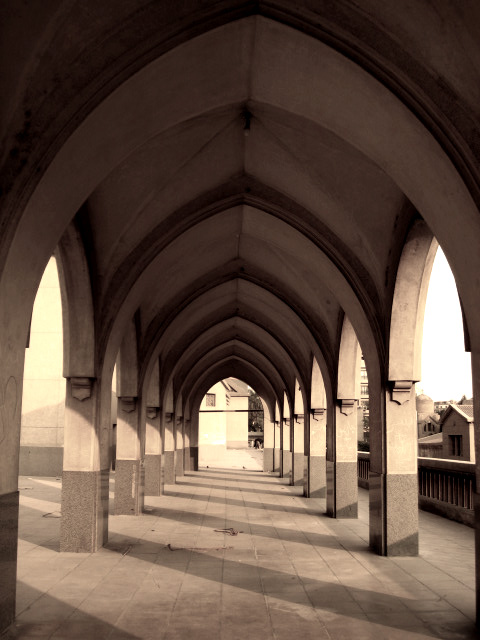
Intérieur de la cathédrale Saint-Marc, la plus grande cathédrale d'Afrique et du Moyen-Orient.
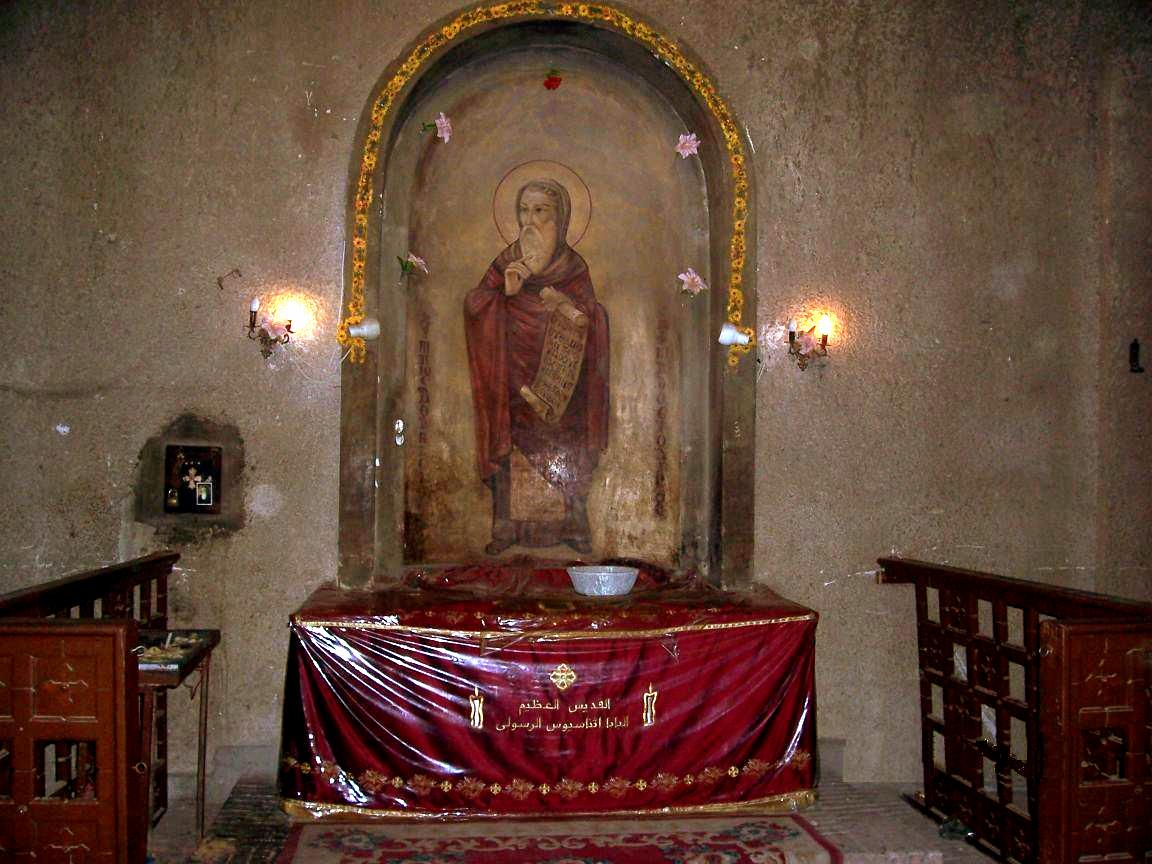
Chapelle dédiée à saint Athanase.

## Reliques de saint Marc
Avant la fin de la construction de la cathédrale, le pape catholique Paul VI restitue en juin 1968 à l'Église copte les reliques de saint Marc, qui avaient été subtilisées et amenées à Venise en 828. Ces reliques sont déposées dans la nouvelle cathédrale du Caire, sous l'autel, dans une chapelle brillamment décorée d'icônes coptes, en présence des plus hautes autorités et d'une foule considérable.
Selon Ettore Vio, conservateur en chef de la basilique Saint-Marc de Venise, aucune partie des reliques de saint Marc ne s'y trouvent. On y trouve uniquement une étoffe ayant été mise en contact avec la tombe se trouvant à Venise. C'est donc ce qu'on appelle une relique de contact.

## Inauguration
L'inauguration de la nouvelle cathédrale a eu lieu le 25 juin 1968 au cours d'une cérémonie à laquelle ont assisté le président égyptien Gamal Abdel Nasser, l'empereur d'Éthiopie Haïlé Sélassié Ier, parmi d'autres membres de clergé étrangers appartenant à d'autres églises. C'est le siège du pape copte, Théodore II.

## Tombeaux et reliques
- Athanase d'Alexandrie, dans une chapelle dédiée.
- Saint Marc, sous le maître autel.